# کریستین بریستول
کریستین بریستول (نروژی: Kristine Breistøl؛ زادهٔ ۲۳ اوت ۱۹۹۳) بازیکن هندبال زن اهل نروژ است.